# جدول زمانی جنگ جهانی دوم (۱۹۳۹)
جنگ جهانی دوم به اواسط حکومت پهلوی ۱ سپتامبر ۱۹۳۹(۷ مهر ۱۳۱۸) بر میگردد.(اطلاعات اضافه:دلیل تنظیم اولیه ی ساعت ها روی ده و ده دقیقه شب، طرفداری از ژاپن است که ساعت ده و ده دقیقه زمان پایان جنگ جهانی دوم (یا بعضی تعاریف هشت دقیقه) آمریکا  به شهر هیروشیما ی ژاپن بمبی معروف به بمب هیروشیما پرتاب کرد.
(در جنگ های جهانی متفقین پیروز شدند)
(متفقین و متحدین در دو جنگ یکی نبودند)
در جنگ جهانی دوم یوگسلاوی از هم پاشید.
ایران(کشور ما) در هر دو جنگ جهانی بی طرف بود و این بی طرفی ها برای ایران بد تمام شد قحطی ۱۲۹۶ ۱۲۹۸ که ۵ میلیونی ایران مردن توسط گندم سوزی های انگلیس و در جنگی سه روزه شهریور ۱۳۲۰ متفقین ایران را اشغال کردن و نیمه جنوبی ایران به دست انگلیس و نیمه شمال به دست شوروی درآمد و گندم های ایران و دو برابر قیمت میخریدن و میسوزاندن و ایران وارد قحطی بزرگ ۱۳۲۰ ۱۳۲۲ شد که حدود ۵ میلیون ایرانی از گرسنگی مردن و رضا خان فرار کرد.    

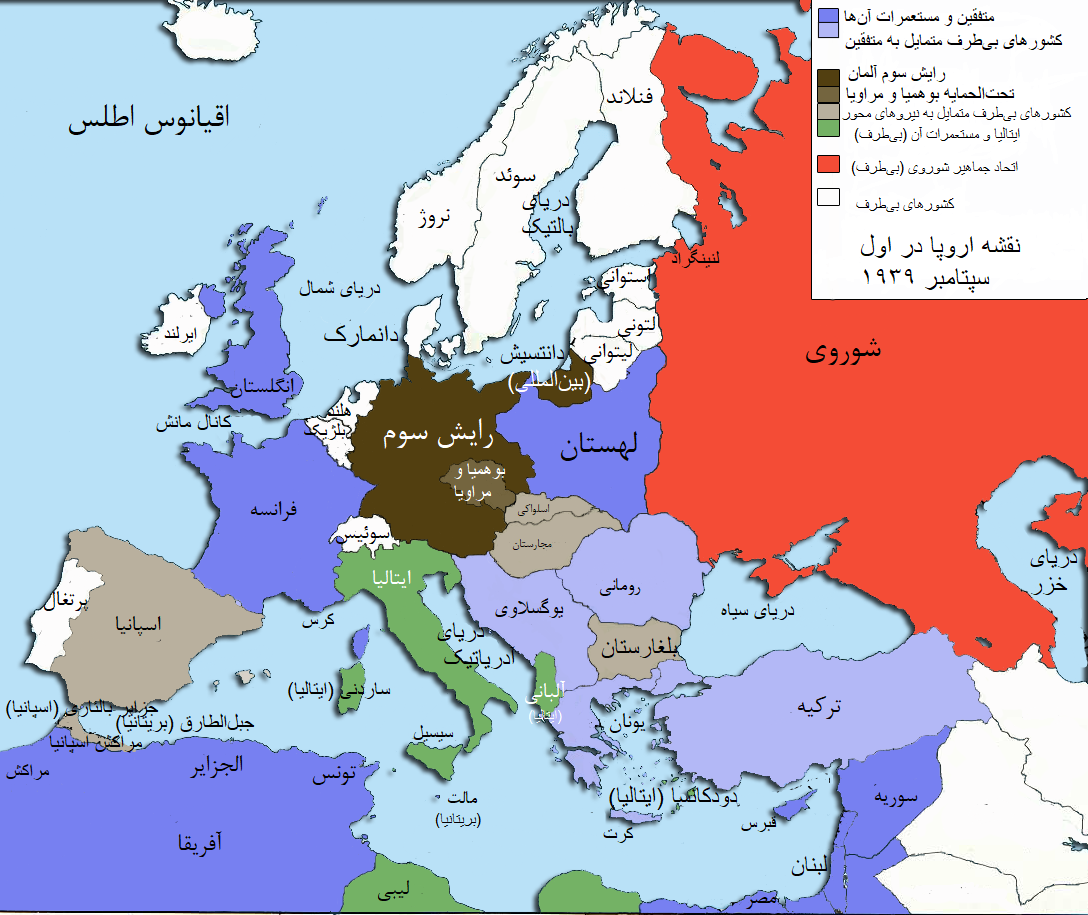
نقشه اروپا در اول سپتامبر سال ۱۹۳۹

جدول زمانی جنگ جهانی دوم از شروع جنگ در ۱ سپتامبر ۱۹۳۹. برای رویدادهای قبل از ۱ سپتامبر ۱۹۳۹، جدول زمانی رویدادهای قبل از جنگ جهانی دوم را ببینید.
تهاجم آلمان به لهستان در ۱ سپتامبر ۱۹۳۹ و اعلام جنگ بریتانیا و فرانسه به آلمان دو روز بعد، موجب آغاز جنگ جهانی دوم شد.

## سپتامبر
۱: جمهوری چین و امپراتوری ژاپن در مراحل اولیه سومین سال درگیری مسلحانه بین آنها در طول جنگ دوم چین و ژاپن درگیر هستند. این جنگ در دوره ای است که به عنوان «دوره دوم» شناخته می‌شود، که پس از سقوط ووهان در اکتبر ۱۹۳۸ شروع می‌شود و در دسامبر ۱۹۴۱ با حمله به پرل هاربر پایان می‌یابد. این درگیری در نهایت با پیوستن ژاپن به محور و پیوستن چین به متفقین به جنگ جهانی دوم کشیده شد.

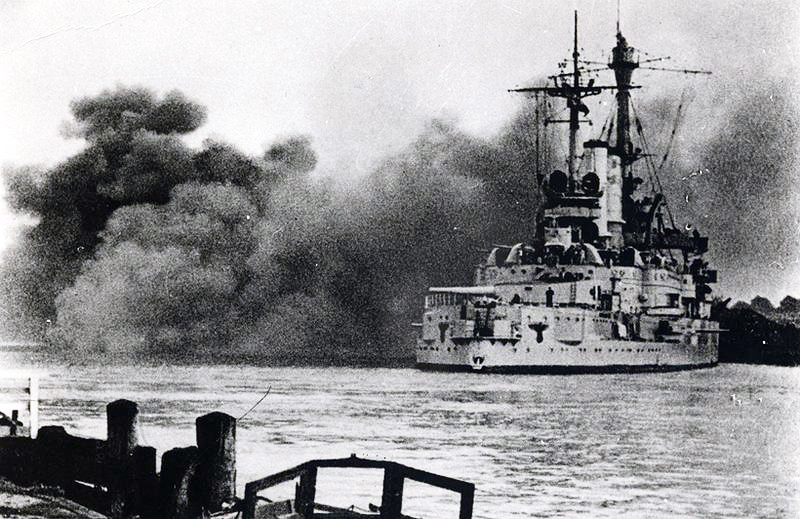
گلوله‌باران بندر دانتسیش توسط ناو شلسویگ-هولشتاین)

۱: تهاجم آلمان به لهستان ساعت ۴:۴۵ بامداد با گشوده شدن آتش نبردناو اس‌ام‌اس شلسویگ-هولشتاین بر انبار ترابری نظامی لهستان در وسترپلاته در شهر آزاد دانتسیش در دریای بالتیک آغاز شد. همزمان لوفت‌وافه به چندین هدف در لهستان حمله کرد. ویلون به عنوان نخستین شهر در جنگ توسط آلمانی‌ها بمباران شد. اندکی پیش از ساعت ۶:۰۰ بامداد، نیروی زمینی آلمان به همراه نیروهای اسلواک در شمال و جنوب از مرز لهستان عبور کرد. همان روز، دانتسیش به تصرف آلمان درآمد.
۱: دولت ایتالیا اعلام نمود بی‌طرفی خود را در درگیری‌ها حفظ خواهد کرد.
۱: نروژ، سوئد، دانمارک، فنلاند، لتونی، استونی و رومانی بلافاصله اعلام بی‌طرفی کردند.
۱: مجلس عوام بریتانیا بودجه نظامی اضطراری را تصویب کرد.
۱: وزیر جنگ بریتانیا لزلی هور-بلیشا به دفتر جنگ دستور داد بسیج عمومی نیروهای مسلح بریتانیا را آغاز کند.